# Marino Golinelli

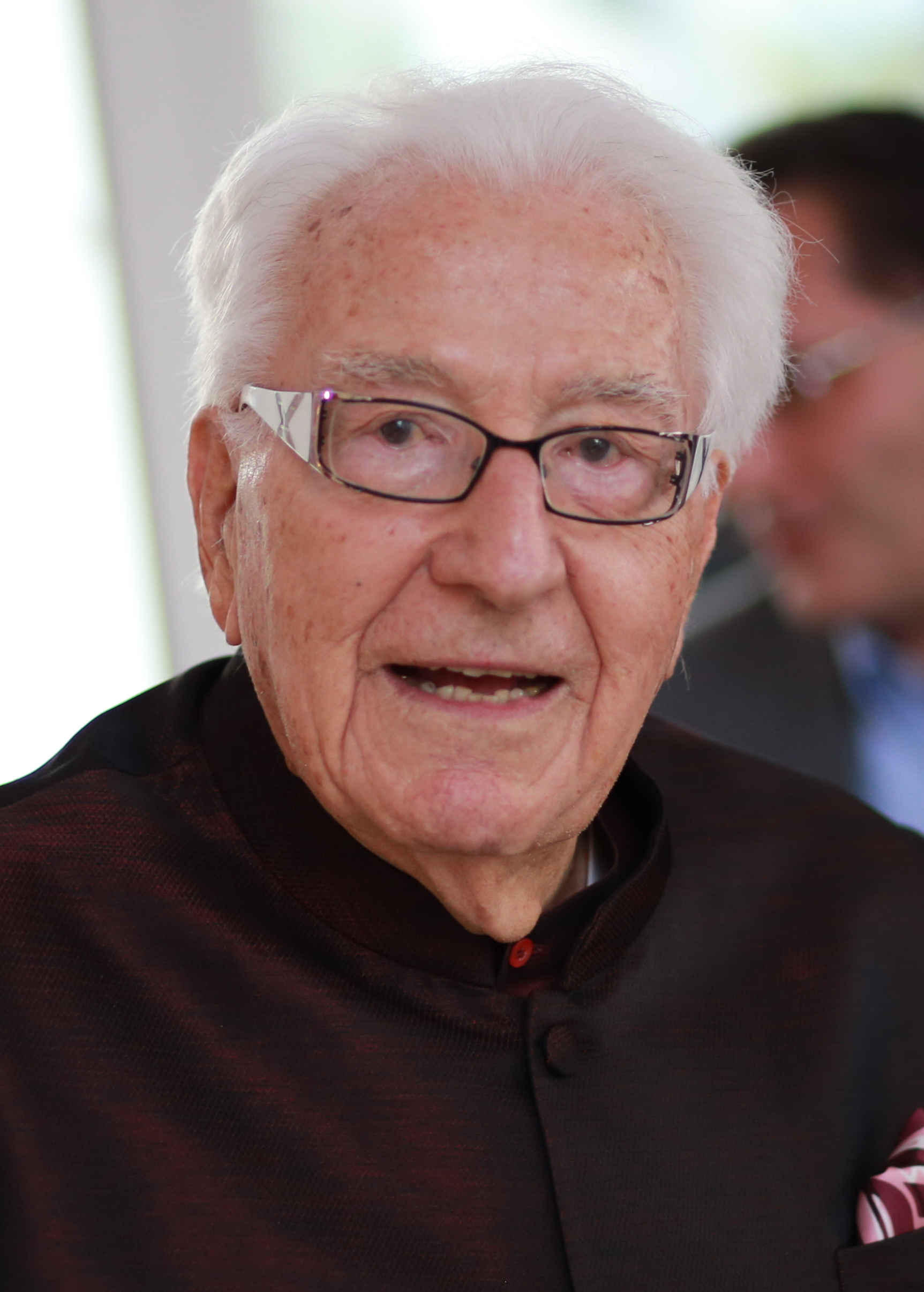
Marino Golinelli

Marino Golinelli (* 11. Oktober 1920 in San Felice sul Panaro; † 19. Februar 2022 in Bologna) war ein italienischer Unternehmer und Kunstsammler.

## Leben
Golinelli schloss im Alter von 23 Jahren sein Pharmaziestudium an der Università di Bologna ab. Am 24. Januar 1948 gründete er seine erste Firma, indem er das kleine Labor Biochimici A.L.F.A – Alimenti fattori accessori übernahm. 1955 begann die Errichtung eines neuen Gebäudes. In den 1980er Jahren expandierte er ins Ausland und erwarb Marken wie Schiapparelli und Wassermann, woraufhin er seine Firma in Alfa Wassermann umbenannte. Seit 2015 firmiert das Unternehmen unter Alfa Sigma mit der Akquisition von Sigma-tau und hat in 18 Staaten rund 2800 Angestellte, davon etwa 1800 in Italien.
Neben seiner unternehmerischen Tätigkeit sammelte Golinelli zeitgenössische Kunst. 1988 schuf er in Bologna die Fondazione Golinelli.
Er war Mitglied des Fondo Ambiente Italiano, der ARPAI – Associazione per il restauro del patrimonio artistico italiano und der Peggy Guggenheim Collection Venedig.